# NGC 2989
NGC 2989 је спирална галаксија у сазвежђу Хидра која се налази на NGC листи објеката дубоког неба.
Деклинација објекта је - 18° 22' 28" а ректасцензија 9h 45m 25,2s. Привидна величина (магнитуда) објекта NGC 2989 износи 12,8 а фотографска магнитуда 13,6. Налази се на удаљености од 54,227 милиона парсека од Сунца. NGC 2989 је још познат и под ознакама ESO 566-9, MCG -3-25-20, IRAS 09430-1808, PGC 27962.